# Morrill Land-Grant Acts

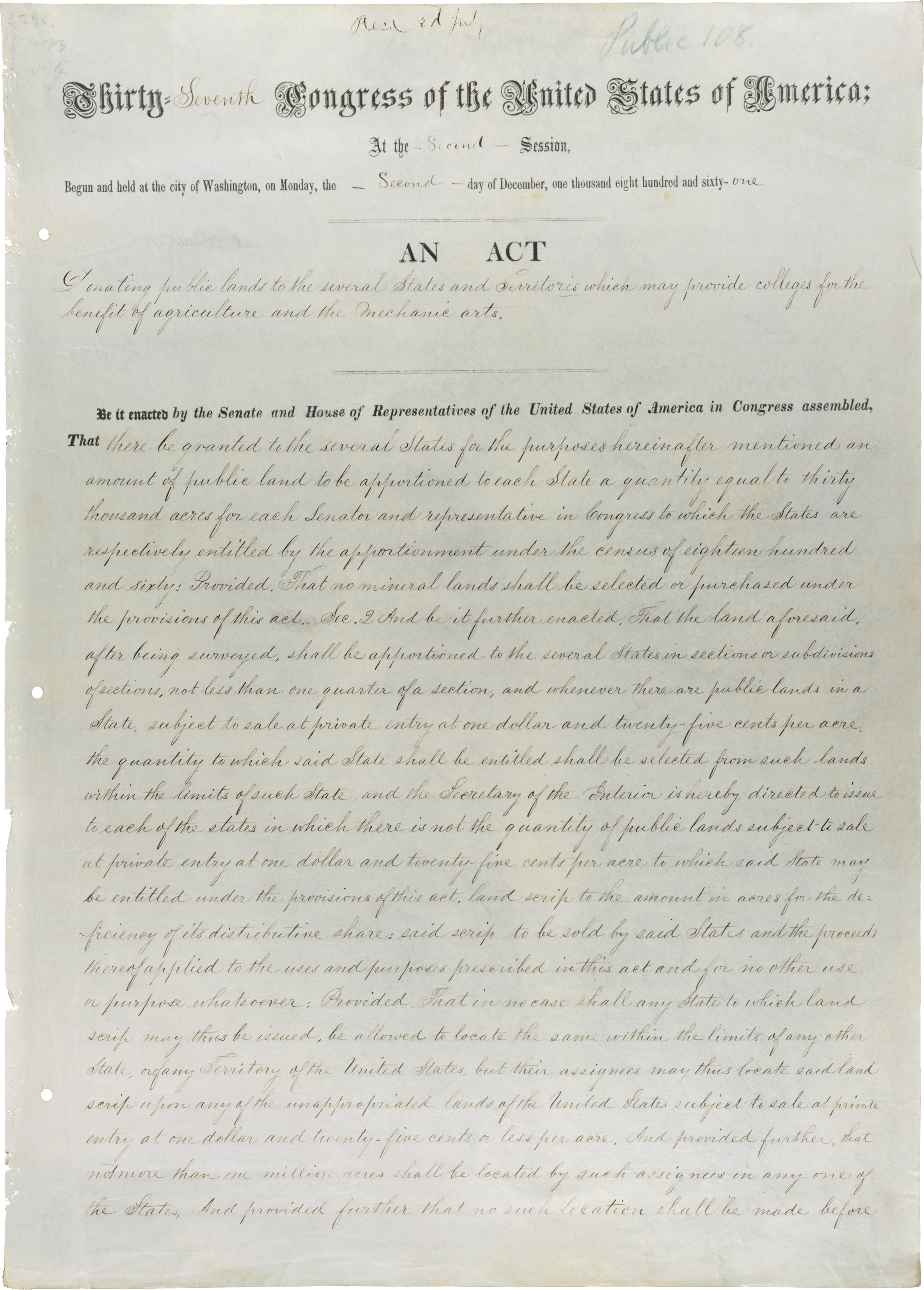
Première page du Morrill Land-Grant Acts.

Les Morrill Land-Grant Acts sont une série de lois américaines instituant des dons de terrains fédéraux à chaque État dans le but de mettre en place des institutions d'enseignement supérieur. Ces établissements sont à la base de la plupart des universités publiques américaines, aussi connues sous le nom de Land-grant universities.

## Lois
- Morrill Act de 1862, visant à créer des collèges universitaires
- Morrill Act de 1890, visant à créer des établissements d'enseignement supérieurs dédiés à des formations liées à l'agriculture.